# Ertüchtigungsinitiative der Bundesregierung
Die Ertüchtigungsinitiative der Bundesregierung ist ein außen- und sicherheitspolitisches Instrument der bi- und multilateralen Kooperation und wird vom Bundesministerium der Verteidigung und dem Auswärtigen Amt gemeinsam verantwortet. 
Als ein Instrument in der integrierten Sicherheit wurde die Ertüchtigungsinitiative 2015 ins Leben gerufen. Sie trägt zur Umsetzung der Nationalen Sicherheitsstrategie bei. Strategische Interessen Deutschlands bilden die Grundlage für die Identifikation und Auswahl geeigneter Partnerstaaten oder -organisationen. Einzelmaßnahmen werden nach außen- und sicherheitspolitischen Prioritäten unter Berücksichtigung des regionalen Kontexts und der Umsetzbarkeit ausgewählt. Wichtige Kriterien – neben der strategischen Bedeutung – sind Machbarkeit und die zu erwartende nachhaltige stabilisierende Wirksamkeit der getroffenen Maßnahmen bei den Partnerstaaten. 
Für Ertüchtigungsmaßnahmen stellt der Bundestag der Bundesregierung im Einzelplan 60 (Kapitel 6002 Titel 687 03) entsprechende Mittel zur Verfügung. Der Titel wird durch das Auswärtige Amt und das Bundesministerium der Verteidigung einvernehmlich bewirtschaftet, d. h. Förderentscheidungen bedürfen der Zustimmung beider Ministerien. In ihm sind auch die deutschen Beiträge zu den Unterstützungsmaßnahmen der Europäischen Friedensfazilität (European Peace Facility/EPF) veranschlagt.
Seit Beginn des russischen Angriffs gegen die Ukraine hat sich die Ertüchtigungsinitiative als zentraler Finanzierungsmechanismus für sämtliche Unterstützungsleistungen zugunsten der zivilen und insbesondere militärischen Sicherheitskräfte der Ukraine etabliert. 

## Sicherheitspolitisches Instrumentarium
Die Ertüchtigungsinitiative findet auf mehreren Ebenen Anwendung. Grundannahme der Ertüchtigungsinitiative ist, dass lokale Akteure lokale Konflikte besser und nachhaltiger beilegen können als externe Akteure. Deshalb soll über sie ein Beitrag für die Hilfe zur Selbsthilfe geleistet werden: Staaten oder Organisationen, die zur Stabilität in Krisen- und Konfliktkontexten beitragen können, sollen dahingehend ausgebildet und befähigt werden. Kerngedanke ist eine Partnerschaft auf Augenhöhe, die die Bedarfe der Partner in den Mittelpunkt stellt und ihre Sicherheitskräfte stärkt.
Die Projekte der Ertüchtigungsinitiative korrespondieren dabei mit weiteren außen- und sicherheitspolitischen Instrumenten wie z. B. dem Ausstattungshilfeprogramm der Bundesregierung (AH-P) und Unterstützungsmaßnahmen der Europäischen Friedensfazilität (European Peace Facility).
Die Ausrüstung der Partner im Rahmen der Ertüchtigungsinitiative kann (anders als z. B. das AH-P) neben nicht-letalen Gütern auch letale sowie Dual-Use-Güter umfassen.

## Ertüchtigungsprojekte
Ertüchtigungsprojekte können Beratung, Ausbildung und Ausrüstung, ziviler oder militärischer Sicherheitskräfte umfassen, wobei militärische Ausrüstung ganz überwiegend Gerät und Maschinen umfasst. Die Ausstattung mit Waffen und Munition ist jedoch nicht ausgeschlossen. Alle rechtlichen Vorgaben und Mechanismen zur Rüstungskontrolle kommen hierbei selbstverständlich zur Anwendung.
Ertüchtigungsprojekte zielen oft darauf ab, die Partnerländer bei der Reform ihres Sicherheitssektors zu unterstützen. Dabei geht es neben der Reform, Ausbildung und Ausstattung von Militär und zivilen Sicherheitskräften auch um die Stärkung demokratischer Kontrolle durch parlamentarische Gremien, Zivilgesellschaft und Medienschaffende, die Umsetzung des humanitären Völkerrechts und internationaler Verpflichtungen zum Schutz der Menschenrechte sowie die Kapazitätssteigerung von Polizei, Justiz und anderen Behörden und Institutionen der Strafverfolgung. 
Seit 2016 wurden im Rahmen der Ertüchtigungsinitiative der Bundesregierung rund 1.200 Projekte mit über 50 Partnern umgesetzt. Ein Großteil der Projekte konzentriert sich aktuell auf fünf Schwerpunktregionen: Osteuropa, Westbalkan, Naher und Mittleren Osten, Westafrika und Indo-Pazifik. Die Unterstützung im Rahmen der Ertüchtigungsinitiative hat das Ziel, Krisenkontexte zu stabilisieren und zu verhindern, dass sich regionale Instabilität auf die Partnerländer auswirkt. Die Projekte sind maßgeschneidert und auf die Bedürfnisse der verschiedenen Partner ausgerichtet.